# Peti lateranski sabor
Peti lateranski sabor je ekumenski sabor Katoličke Crkve, koji se održao od 1512. do 1517.
Sazvao ga je papa Julije II. 1512., kao odgovor na nezadovoljstvo nekih kardinala Saborom u Pisi 1511. Julije II. prilikom izbora za papu 1503. godine, obećao je sazvati sabor. Budući, da su godine prolazile, grupa nezadovoljnika uključujući francuskog kralja Luja XII. i cara Maksimilijana I. Habsburškog, sazvala je Sabor u Pisi, bez pape. 
Papa je ubrzo Sabor u Pisi proglasio nelegitimnim i pozvao kardinale, da dođu u Lateransku palaču u Rimu na Peti lateranski sabor. Svečano otvaranje bilo je 3. svibnja 1512. Na Saboru je sudjelovalo 15 kardinala, 10 nadbiskupa i 56 biskupa, opata i generala mnogih crkvenih redova. Od 1513., Saborom je presjedao novi papa Lav X., nakon smrti Julija II. 
Sabor je sankcionirao financijske institucije "Monti di pietà" i dogovorio veću kontrolu njihova djelovanja. Odredio je, da lokalni biskup treba odobriti, da li se neka knjiga može tiskati. Raspravljalo se o slobodi Crkve i dostojanstvu biskupa. Dogovoren je rat protiv Turaka, za oslobođenje Svete Zemlje. Osuđuje se zlouporaba crkvene discipline klera.